# Laura E., encubridora
Laura E., encubridora es el decimotercer capítulo de la primera temporada de la serie de televisión argentina Mujeres asesinas. Este episodio se estrenó el día 11 de octubre de 2005. 
En el libro de Mujeres asesinas, este capítulo recibe el nombre de Julia, encubridora, cambiándole solamente el nombre a la asesina.
Este episodio fue protagonizado por Andrea Bonelli y María Abadi en el papel de asesinas. Coprotagonizado por Mariano Martínez. También, contó con la actuación especial de Pablo Shilton. Y las participaciones de Marcelo Cosentino y Lucas Escariz.

## Desarrollo

### Trama
Laura (Andrea Bonelli) es una mujer juvenil separada; tiene una hija adolescente llamada Florencia (María Abadi) de dieciocho años, que está en el último año de colegio. Laura hace unos años tenía una pareja estable que vivía en la casa, pero lo que ella no sabía es que este hombre abusaba de Florencia. Un día Laura abre una puerta y lo ve a él con un balazo en la cabeza, ahí se entera de todo: lo había matado su hija en defensa propia; igualmente este hecho siempre quedó como que el hombre se había suicidado. Pasaron los años y nadie sospechó, pero Laura nunca pudo superar que no pudo ayudar a su hija desde un principio. Un día Laura decide ir al gimnasio y ahí conoce a un personal trainer muy apuesto llamado Maxi (Mariano Martínez); éste la seduce y empiezan a tener una relación abierta. Cuando se entera Florencia, no puede evitar deslumbrarse por la belleza de este joven, y decide seducirlo. Maxi envuelto por la fantasía de estar con las dos, acepta. Todo parece estar muy bien, hasta que pasan los meses y se da cuenta de que se encuentra en un callejón sin salida; cuando decide poner fin a la situación, Florencia no lo deja ir, le dice que se quede con las dos; como él no quiere, ella lo mata. Su madre llega unos segundos después y al ver la situación, decide hacerse cargo: llama a la policía y dice haber matado a un hombre. Este acto hacia su hija le atribuye cierta satisfacción, ya que siente haber pagado esa culpa que no la dejaba vivir en paz. 

### Condena
Laura E. fue condenada a diez años por homicidio simple. Su hija Florencia nunca fue juzgada ni investigada.

## Elenco
- Andrea Bonelli
- María Abadi
- Mariano Martínez
- Pablo Shilton
- Marcelo Cosentino
- Lucas Escariz

## Adaptaciones
- Mujeres asesinas (Colombia): Laura, la encubridora - Aura Cristina Geithner y Carolina Gaitan
- Mujeres asesinas (México): Julia, encubridora	- Angélica María y Angélica Vale
- Mujeres asesinas (Ecuador): Laura, encubridora - Adriana Manzo y Priscila Reyes
- Mujeres asesinas (Italia): Laura - Marina Suma y María Abadi